# Revival: Live at Pookie’s Pub
Revival: Live at Pookie’s Pub ist ein Jazzalbum von Elvin Jones. Die vom 28. bis 30. Juli 1967 in dem Veranstaltungsort Pookie’s Pub, New York City, entstandenen Aufnahmen erschienen am 18. November 2022 auf Blue Note Records.

## Hintergrund
Nach dem Ende des klassischen Coltrane-Quartetts 1966, bestehend aus John Coltrane, McCoy Tyner, Jimmy Garrison und Elvin Jones, spielte Garrison mit Archie Shepp, Hampton Hawes, Alice Coltrane und oft auch mit Elvin Jones, andererseits nahm McCoy Tyner, der bereits mit anderen Musikern zusammenarbeitet hatte, bald so wichtige Platten wie The Real McCoy (Blue Note, 1967) (mit Jones am Schlagzeug) und Expansions (Blue Note, 1970) auf. Jones war nach dem Ausscheiden aus dem Coltrane-Quartett an Aufnahmen so unterschiedlicher Musiker wie Earl Hines, Duke Ellington, Freddie Hubbard, Sonny Rollins (East Broadway Run Down) und Tete Montoliu beteiligt. Unter eigenem Namen nahm er mit Thad Jones, Hank Mobley, Abdullah Ibrahim und Don Moore das Album Midnight Walk für Atlantic Records auf, gefolgt von Heavy Sounds, das er im Juni 1967 für Impulse mit Richard Davis, Frank Foster und Billy Greene einspielte.
Der Pianist Billy Greene war in der Folge auch an den Konzerten beteiligt, die Elvin Jones mit dem Saxophonisten Joe Farrell und dem Bassisten Wilbur Little in dem kleinen Lokal Pookie’s Pub in der Innenstadt New Yorks gab. In der Geschichte der New Yorker Jazzclubs sei Pookie’s Pub kaum auf dem Radar der an Jazz interessierten Öffentlichkeit gewesen, meinte Mike Shanley in JazzTimes. Der Veranstaltungsraum in der Hudson Street (an der nordöstlichen Ecke der Hudson Street und der Dominick Street) war in Bezug auf musikalische Aktionen meilenweit vom Village Vanguard oder Birdland entfernt (obwohl er schräg gegenüber dem Half Note lag). Ursprünglich ein italienisches Lokal, war es nur vom Herbst 1966 bis zum Ende des folgenden Jahres Gastgeber für auftretende Jazzmusiker.
Die wirtschaftliche Situation von Elvin Jones und seiner Frau Keiko war zu dieser Zeit prekär und ein langes Engagement bei Pookie's (es dauerte Monate mit verschiedenen Musikern) sicherte ihn ökonomisch halbwegs ab.  Von Juni bis Dezember 1967 bot Pookie’s eine verlängerte Residenz für Elvin Jones, der, nachdem er sich von Coltrane getrennt und einige Monate in Japan verbracht hatte, in Bezug auf seine Karriere gerade wieder auf die Beine kam. Die feurige Atmosphäre dieser Nächte in der Spielstätte verbreitete sich in der Jazz-Community und zog Musiker und Kritiker an. Letztendlich war es eine gute Wahl gewesen, in dem kleinen Veranstaltungsort zu spielen, notierte Angelo Leonardi, denn dieses Engagement hätte Elvin Jones schließlich als Bandleader in der New Yorker Jazzszene bekannt gemacht, so dass es ihm im April 1968 die Türen des Blue Note öffnete.
Bei der Interpretation von Jimmy Heaths „Gingerbread Boy“ kam der Organist Larry Young hinzu. Das Western-Thema „On the Trail“ des Komponisten Ferde Grofé war das Lieblingsstück des Barbesitzers, wie Elvin Jones später mitteilte.
Bob Falesch, ein junger Jazz-Enthusiast aus Chicago, der als Tontechniker bei Ampex arbeitete und im Juli 1967 einen Jazz-Urlaub in New York unternahm, erfuhr zufällig von der Anwesenheit von Elvin Jones im Pookie’s Pub: Er ging dorthin und war von der Musik überwältigt. Er hatte schließlich die Gelegenheit, mit dem Schlagzeuger zu sprechen, und sie beschlossen, einige Abende aufzunehmen. Drei Wochen später nahm er mit Zustimmung von Elvin Jones und der Band die Auftritte des Quartetts über einen Zeitraum von drei Tagen auf.

## Titelliste
- Elvin Jones Revival: Live at Pookie's Pub (Blue Note B003576101, B003576002)[6]

CD 1
1. Keiko’s Birthday March (Elvin Jones) 21:12
2. Ginger Bread Boy (Jimmy Heath) 8:33
3. 13 Avenue B (Joe Farrell) 16:40
4. My Funny Valentine (Lorenz Hart / Richard Rodgers) 8:25
5. M.E. (Billy Greene) 20:06

CD 2
1. On the Trail (Harold Adamson, Ferde Grofé) 19:47  #
2. Softly as in a Morning Sunrise (Oscar Hammerstein II, Sigmund Romberg) 18:23
3. Raunchy Rita (Frank Foster) 3:55
4. Oleo (Sonny Rollins) 16:14

## Rezeption
Matt Collar verlieh dem Album in Allmusic viereinhalb Sterne und schrieb, der Mitschnitt fange den Schlagzeuger Elvin Jones und sein Quartett in mehreren schweißtreibenden, intensiv dargebotenen Auftritten ein. Mit seinem aufgewühlten, flutwellenartigen Schlagzeugstil sei Jones mit Sicherheit einer der markantesten und sofort erkennbaren Spieler seiner Zeit gewesen. Sein Spiel sei ebenso ein bestimmender Aspekt des Sounds des modalen Jazz und des Post-Bop der 1960er Jahre wie das von Coltrane. Es sei diese Stimmung, die er mit seiner eigenen Gruppe fortsetzte, indem er die fortschrittlichen harmonischen Instrumente und das kinetische Zusammenspiel der Gruppe mitbrachte, für die er sich mit Coltrane einsetzt hatte, sowie eine Leidenschaft für lyrische Jazzstandards und Neukompositionen, die die Funk- und Blues-Erkundungen der 1970er Jahre vorwegnahmen.

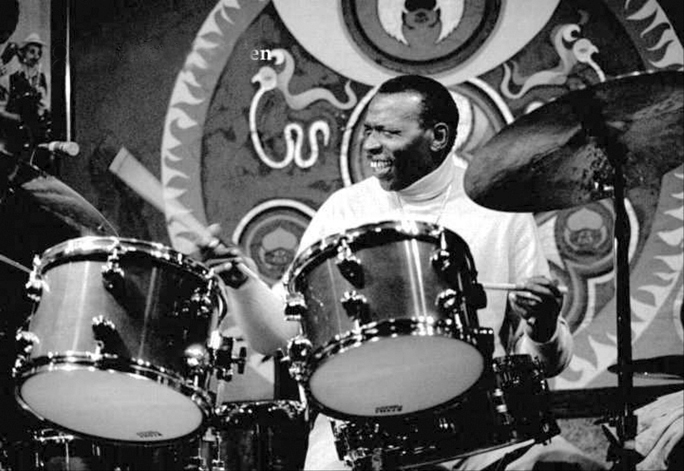
Elvin Jones bei einem Auftritt im Keystone Korner, San Francisco 1980

Nach Ansicht von Mike Jurkovic, der das Album in All About Jazz rezensierte, hat Elvin Jones „die Spinnweben“ nur zwei Wochen nach dem Tod von John Coltrane weggeweht. Und auf Revival: Live at Pookie's Pub geschehe dann noch eine ganze Menge mehr. Als wahre Explosion von Bop-Power und majestätischem Spiel würde Farrell wie ein Besessener agieren und mit seinem großartigen, hohen Ton auf die ausladende und fesselnde Kakophonie einschlagen, die Jones in „Keiko's Birthday March“ und Farrells hektischem „13 Avenue B“ anrichtete. Sein feuriges, lebensbejahendes Solo durch „Avenue B“ sei allein den Preis des Pakets wert. Dann würden man staunen, wie das Quartett so schnell umspringt, um die Dinge für „My Funny Valentine“ zu verlangsamen, nur um es dann, für Greenes Gegenschlag „M.E.“, wieder ganz auf Touren zu bringen. Mit dem verwegenen „On the Trail“ und dem Swing-befeuerten „Softly as in a Morning Sunrise“ werde die Virtuosität des Quartetts ebenso deutlich.
Es sei nicht nur die Musik – die turbulent und fesselnd klinge – die diese Edition des Elvin-Jones-Quintetts hervorhebe, meinte Angelo Leonardi in der italienischen Ausgabe von All About Jazz. Die Mitschnitte würden den Wendepunkt des Schlagzeugers vom illustren Sideman zum Bandleader veranschaulichen und die einzigartigen Bedingungen des Jazz in New York in der zweiten Hälfte der sechziger Jahre beleuchten. So ist man erstaunt zu erfahren, dass das Engagement in diesem kleinen Club im West Soho 150 Dollar pro Woche betrug und nicht mehr als zehn Personen pro Abend als  Zuhörer waren. In den Erfolgsjahren der Rock- und Soulmusik sei der Jazz aus den sichtbarsten Clubs vertrieben worden und überlebte in den abgelegenen Winkeln der Metropole. „Dennoch war er bei blendender Gesundheit, wie diese Aufnahme zeigt.“